# Platin-Thronjubiläum von Elisabeth II.

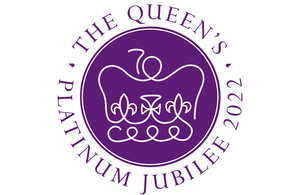
Platin-Thronjubiläum Elisabeth II.

Das Platin-Thronjubiläum von Elisabeth II. (engl. Platinum Jubilee) war im Jahr 2022 das 70. Jubiläum der Thronbesteigung der britischen Königin Elisabeth II., die im September desselben Jahres im Alter von 96 Jahren starb. Es wurde vom 2. bis 5. Juni mit vielen Veranstaltungen begangen. Es war das erste Platin-Jubiläum eines britischen Monarchen und fand zehn Jahre nach dem ebenfalls in großem Rahmen begangenen Diamantenen Thronjubiläum von Elisabeth II. statt.

## Hintergrund
Das traditionelle Feiertagswochenende wurde von Mai auf Anfang Juni verschoben, um ein viertägiges Jubiläumswochenende zu schaffen.
Anlässlich des Jubiläums veröffentlichte das Königshaus einen Kurzfilm, einen Sketch mit Queen Elisabeth II. und Paddington Bär.